# Hed Kandi
Hed Kandi es una compañía discográfica de Reino Unido y un sello de CD musicales, establecida en 1999 y especializada en música house. Fue fundada por el DJ Mark Doyle. Su catálogo incluye tanto álbumes de artistas en exclusiva como recopilatorios de varios géneros de música de club. El sello ha crecido con el paso de los años lo que culminó con la compra de la discográfica por Ministry of Sound, una de las mayores compañías de música dance. Hed kandi, junto a la división discográfica de Smooth FM fue comprado por una incierta cantidad de dinero por la división de radio del Guardian Media Group.
Hed Kandi también sostiene eventos en clubes nocturnos en el Reino Unido y otras partes del mundo, sobre todo en fiestas veraniegas de clubes de Ibiza. Existen también residencias mensuales de sus Dj's en el londinense club Pacha o el neoyorquino Crobar. El 31 de marzo de 2007 fue abierto el primer bar del mundo que lleva el nombre de Hed Kandi en Hurghada, Egipto, sobre el Mar Rojo. El Hed Kandi Beach Bar está diseñado acorde al bien conocido estilo Hed Kandi. La frase  El Mar Rojo es la nueva Isla Blanca está escrita sobre una pared cerca de la pista de baile al aire libre y similar al propio número de edición que Hed Kandi pone en sus CD, posee el HKV001. 
The Ministry Of Sound planea mantener el actual estilo de Hed Kandi, mientras Mark Doyle ha creado un nuevo sello de música house, Fierce Angels.

## Historia de las series de ediciones de Hed Kandi
Este es el listado completo de las compilaciones disponibles tomado del catálogo de Hed Kandi y su website oficial. Es a destacar que la mayoría de las ediciones son presentadas en un formato en el que las pistas de los dos CD están mezcladas en toda su longitud, pero no entre sí. La excepción son los álbumes puestos en una lista bajo " "Hed Kandi MIX"" que por lo general son editados en un formato mezcla de los géneros de Hed Kandi sobre tres CD. Las ediciones desde 2002 fueron categorizadas con el número de edición de la compilación durante aquel año y el año liberado (por ejemplo, el Disco Kandi 05.04 se relacionaría con ser el quinto álbum de compilación de 2004). Sin embargo desde 2006 este formato parece haber sido eliminado en favor del título de compilación y una descripción corta o simplemente solamente el título en sí mismo con el número de catálogo (Twisted Disco 03.06 en realidad no aparece ningún "03.06" sobre el CD y simplemente es mencionado Twisted Disco 57.) Para la uniformidad y la continuación, el sistema de etiquetaje adoptó desde 2002 adelante ha sido mantenido para las ediciones listadas en este artículo. Ciertas compilaciones, en particular tempranas liberaciones antes del 2001, han sido desde entonces suprimidas y pueden ser muy difíciles de encontrar y son por lo tanto muy solicitadas.

### Material gráfico
La tendencia " Kandi girl" es el estilo de material gráfico comenzado con la edición de Nu Cool 3 en 1999 (Los dos primeros volúmenes de Nu Cool fueron reeditados con el nuevo material gráfico). Las portadas, libretos o carteles son presentados bajo los dibujos de bellas jóvenes en diferentes actitudes, en la playa, en una disco, con ropas retro, etc. . Son diseños del ilustrador británico Jason Brooks.
La empresa de diseño de Nueva York Vault49 asumió la tarea de crear el material gráfico de cubierta mientras el mantenimiento de la tendencia y del formato iniciales es realizado por Brooks. El material gráfico de cubierta por lo general se relaciona con el género del álbum editado; así, por ejemplo, Back To Love mezcla música de los últimos años 80 y los primeros años 90, por lo tanto el material gráfico normalmente representará a una mujer vestida con la moda de club de aquellos años, a veces sobre patines de ruedas o sobre bicicletas de paseo. Las ediciones de Beach House por lo general destacan por mujeres escuchando música en dispositivos portátiles de audio sobre un fondo de playa. Las ediciones de Disco Heaven siempre destacan a mujeres aladas sobre un fondo de discoteca, etc. Desde septiembre de 2006 adelante el material gráfico ha sido rediseñado con la edición de Back to Love 07.06 con un formato nuevo para las futuras ediciones de Hed Kandi.

### Radio
Hed Kandi tenía su propio radioshow que fue difundido en las madrugadas en la emisora británica de radio JazzFM durante los 3 primeros años. Mark Doyle presentaba cada espectáculo con una mezcla de house, funky, chillout y entrevistas a invitados. El espectáculo cambió a la red de GalaxyFM y rápidamente programada en las horas de mayor audiencia a las 9 de la tarde del viernes. Desde la entrada de Ministry of Sound en el 2006, Hed Kandi ahora tiene más presencia en la radio, como un espectáculo de tarde de sábado en GalaxyFM, así como varias otras porciones de Ministry of Sound radio.

## Ediciones

### Back To Love
En Back To Love destaca la música house y algo de hip-hop de los últimos años 80 y algunos de principios de los 90's. Mark Doyle se refirió a Back To Love como su "proyecto vanidoso" porque en ellos se mezcla la música que él pinchaba en su primer club nocturno lo que ocurrió entre 1988 y 1992. Esta serie es muy popular entre admiradores de Hed Kandi; las dos primeras compilaciones son las más subastadas y solicitadas de todas las ediciones de Hed Kandi en sitios de subastas en Internet. De la edición de Back To Love 07.06 en adelante el estilo de la compilación se ha cambiado ligeramente pues ambos CD consisten en sólo música house, mientras que antes un CD destacaría el house y otro el hip-hop, y que ahora la selección de pistas es ahora de mediados de los años 90.
.
- Back To Love 1 (1999)
- Back To Love 2 (2000)
- Back To Love 3 (2001)
- Back To Love 03.02 (2002)
- Back To Love 03.03 (2003)
- Back To Love 03.04 (2004)
- Back To Love 03.05 (2005)
- Back To Love 62 (2006)
- Back To Love 71 (2007)
- Back To Love 77 (2008)

### Beach House
Beach House consiste principalmente en house veraniego y profundamente emotivo.
- Beach House 1 (2000)
- Beach House 2 (2001)
- Beach House 04.02 (2002)
- Beach House 04.03 (2003)
- Beach House 04.04 (2004)
- Beach House 04.05 (2005)
- Beach House 60  (2006)
- Beach House 69  (2007)
- Beach House US01(2008)
- Beach House 81  (2008)
- Beach House 91  (2009)
- Beach House 100 (2010)
- Beach House 110 (2011)
- Beach House 121 (2012)
- Beach House 130 (2013)

### Deeper
Deeper es, como su propio nombre indica, deep house y progressive. Esta serie fue sustituida por Twisted Disco.
- Deeper (2001)
- Deeper 01.02 (2002)

### Disco Heaven
Otra serie sumamente popular, Disco Heaven principalmente son arreglos de garaje estadounidense y cortes de club de discoteca funky. A menudo descrito por el sello como "mullido", Disco Heaven figura algún tema comercial así como algún clásico junto a temas de club.
- Disco Heaven 02.02 (2002)
- Disco Heaven 02.03 (2003)
- Disco Heaven 01.04 (2004)
- Disco Heaven 01.05 (2005)
- Disco Heaven 04.06 (2006)
- Disco Heaven (2007)
- Disco Heaven (2008)
- Disco Heaven (2009)
- Disco Heaven (2010)
- Disco Heaven (2011)

### Disco Kandi
Disco Kandi es por lo general un conjunto de música house que Hed Kandi pincha y remezcla en sus noches de club y es quizás el más comercial de álbumes de Hed Kandi. A menudo el primer CD consistirá en la música de Disco Heaven o Beach House mientras el segundo CD se enfoca más hacia el lado electrónico y progresivo del house normalmente encontrada en compilaciones de Twisted Disco. En marzo de 2007 el sello editó Disco Kandi: The Mix la que técnicamente hablando caería bajo la categoría "Hed Kandi Mix" pues la compilación es un juego de 3 CD mezclado, es puesta en esta lista como Hed Kandi lo pone en venta en su website, como un Disco Kandi.
- Disco Kandi 1 (2000)
- Disco Kandi 2 (2000)
- Disco Kandi 3 (2001)
- Disco Kandi 4 (2001)
- Disco Kandi 5 (2001)
- Disco Kandi 05.02 (2002)
- Disco Kandi 05.03 (2003)
- Disco Kandi 05.04 (2004)
- Disco Kandi 05.05 (2005)
- Disco Kandi 08.06 (2006)
- Disco Kandi The Mix (2007)

### Fierce Angel
En el verano de 2006 se compiló esta colección adecuadamente titulada Fierce Angel, que mezcla algunos de los más calientes temas que han sido probados en los eventos Fierce Angel a lo largo del mundo. Fue un gran éxito. 
- Fierce Angel (2006)

### Hed Kandi The Mix
Hed Kandi edita un promedio de dos álbumes de mezcla al año. Por lo general están en un formato de 3 CD mezclados con un CD en cada edición mezcla de varios géneros de Hed Kandi, por ejemplo The Mix Summer 2004' está compuesto de CD1 " Disco Heaven" mix, CD2 "Twisted Disco" Mix y CD3 "Back To Love" Mix. Las excepciones a esta regla son los CD que por lo general son editados durante la implantación de Hed Kandi en Ibiza y son liberados como un único CD mezclado que destaca unos minutos de pistas seleccionadas que el comandante Hed Kandi libera en esos momentos. Es a destacar que las ediciones australianas del The Mix Summer 2004 y The Mix Winter 2004' son editadas como World Series 2 y World Series 3' respectivamente con algún tracklist ligeramente modificado. 
- The Mix Summer 2004 (2004)
- The Mix Winter 2004 (2004)
- The Mix 50 (2005)
- The Mix 2006 (2005)
- The Mix Summer 2006 (2006)
- Hed Kandi Classics (2006)
- The Mix Spring 2007 (2007)
- The Mix Summer 2007 (2007)
- The Mix 2008 (2007)
- The Mix Summer 2008
- The Mix 2009
- The Mix Spring 2009 (2009)
- The Mix Summer 2009 (2009)
- The Mix USA 2009 (2009)
- The Mix USA 2010 (2010)

### Kandi Lounge
- Kandi Lounge 2008
- Kandi Lounge 2009

### Samplers
Estilos de Hed Kandi diferentes en un mismo álbum. Estos álbumes a precio rebajado por lo general son editados durante el período de implantación en Ibiza (a excepción del Spring Sampler 2005) y destacan una mezcla continua o tres pequeñas mezclas separadas que comprenden los géneros seleccionados del sello.
. 
- Summer Sampler 2001 (2001)
- Summer Sampler 2002 (2002)
- Summer Mix 2003 (2003)
- Summer Mix 2004 (2004)
- Spring Sampler 2005 (2005)
- Summer Sampler 2005 (2005)
- A Taste Of Kandi Summer 2006 (2006)
- A Taste Of Kandi Summer 2007 (2007)
- A Taste Of Winter 2008 (2008)
- Summer Sampler 2008

### Nu Cool
Nu Cool fue el primer género en ser editado por Hed Kandi. Estas compilaciones se comprenden de pistas de soulful relajado. La serie se terminó en 2000 pero Hed Kandi revitalizó de nuevo el género en 2006.
- Nu Cool 1 (1998)
- Nu Cool 2 (1999)
- Nu Cool 3 (1999)
- Nu Cool 4 (2000)
- Nu Cool 5 (2006)
- Nu Cool 2007 (2007)

### Serve Chilled
Otra de las tempranas ediciones de Hed Kandi que se terminaron en 2001, pero otra vez emergió de nuevo en 2006. Serve Chilled habla de por sí; absolutamente lo contrario de Winter Chill, por lo general pistas brillantes de chill out.
- Serve Chilled 1 (1999)
- Serve Chilled 2 (2000)
- Serve Chilled 3 (2001)
- Serve Chilled 59 (2006)
- Serve Chilled 68 (2007)
- Serve Chilled 79 (2008)
- Serve Chilled US03(2008)
- Serve Chilled US05(2009)
- Serve Chilles 109 (2011)
- Serve Chilled 120 (2012)

### Twisted Disco
El género de Twisted Disco asumió donde Deeper lo dejó y regeneraron el género a un estilo más electrónico y progresivo de house.
- Twisted Disco 01.03 (2003)
- Twisted Disco 02.04 (2004)
- Twisted Disco 02.05 (2005)
- Twisted Disco 03.06 (2006)
- Twisted Disco 02.07 (2007)
- Twisted Disco 2008 (2008)
- Twisted Disco 2009 (2009)

### Winter Chill
Winter Chill es otra gama de álbum de chill que destaca un lado más oscuro y a veces electrónico de música de chill out que no parecería apropiada para Serve Chilled.
- Winter Chill (1999)
- Winter Chill 2 (2000)
- Winter Chill 3 (2001)
- Winter Chill 06.02 (2002)
- Winter Chill 06.03 (2003)
- Winter Chill 06.04 (2004)

### World Series
World Series comenzó en 2003 con World Series UK como la primera aventura de Hed Kandi en el formato de CD mezclado. El set comprendía 3 CD cada uno de los cuales contenía una mezcla de uno de los géneros seleccionados; CD1 "Beach House" Mix, CD2 "Disco Heaven" Mix y CD3 "Twisted Disco" Mix. Este formato de 3 CD mezclados se convertiría más tarde en Hed Kandi MIX y World Series fue relanzado en 2006 como un doble CD de mezclas en vivo de sesiones de dos diferentes Dj's de Hed kandi que tuvieron lugar a lo largo del planeta.
- World Series UK Mix 1 (2003)
- World Series Live: Paris (2006)
- World Series: San Francisco (2008)
- World Series: Ibiza (2008)
- World Series: Brazil (2009)
- World Series: Tokyo (2010)
- World Series: London (2010)

### Otras ediciones
Hed Kandi también tiene varias ediciones que por lo general tienen un estilo propio y estrictamente no forman parte de la lista de ediciones. La serie The Acid Lounge mezclada por 45 Dip consiste en música desde chill hasta acid-trip lounge house y por lo general contiene un tema que suena en todas partes de la mezcla (por ejemplo, The Acid Lounge In Space tiene un tema espacial que atraviesa la compilación entera.) La serie Base Ibiza consiste en una mezcla de música house que es popular en fiestas de Hed Kandi realizadas en The Base Bar' en Ibiza, y Es Vive, un hotel de Ibiza del que la compilación toma su nombre, proporciona el telón de fondo para una compilación compañera de la anterior que principalmente es chill y house downtempo. En 2005 ambas compilaciones fueron editadas como un cedé triple a diferencia de las ediciones habituales separadas que habían ido antes (ello quizás sea por que el nuevo sello de Doyle, Fierce Angels, ha asumido la edición de Es Vive desde 2006.) Stereo Sushi, música house etiquetada como " aire fresco desde lo profundo " principalmente son arreglos de música en los límites de lo-fi y soulful house y tocando de vez en cuando música disco. Este sello sufrió un nuevo lanzamiento en junio de 2006.

#### The Acid Lounge
- 45 Dip - The Acid Lounge (2000)
- The Acid Lounge Vol. 1 (2002)
- The Acid Lounge Vol. 2 - The Acid Lounge In Space (2003)
- The Acid Lounge Vol. 3 - The Acid Lounge Goes West (2003)

#### Base Ibiza
- Base Bar Vol. 1 (2001)
- Base Bar 2002 (2002)
- Base Bar 2003 (2003)
- Base Bar 2004 (2004)
- Es Vive Ibiza/Base Bar 2005 (2005)

#### Es Vive Ibiza
- Es Vive Ibiza 2002 (2002)
- Es Vive Ibiza 2003 (2003)
- Es Vive Ibiza 2004 (2004)
- Es Vive Ibiza/Base Bar 2005 (2005)

#### Stereo Sushi
- Stereo Sushi Vol. 1 (2002)
- Stereo Sushi Vol. 2 (2002)
- Stereo Sushi Vol. 3 (2002)
- Stereo Sushi Vol. 4 - Futomaki (2003)
- Stereo Sushi Vol. 5 - Wasabi (2003)
- Stereo Sushi Vol. 6 - Sake (2004)
- Stereo Sushi Vol. 7 - Teriyaki (2005)
- Stereo Sushi Vol. 8 (2006)
- Stereo Sushi Vol. 9 - Sashimi (2006)
- Stereo Sushi Vol. 10 (2007)
- Stereo Sushi Vol. 11 (2007)
- Stereo Sushi Vol. 12 (2008)
- Stereo Sushi Vol. 13 (2008)
- Stereo Sushi Vol. 14 (2008)

#### Hed Kandi Presents
- Swing City Miami 2006 (2006)

Nota: Este álbum era una edición limitada para celebrar 10 años del sello Swing City y presenta un triple CD de música house mezclada por Grant Thomas. Este álbum no está disponible.

### Álbumes de artistas en solitario
- Anthea - Words and Beats (1999)
- Afterlife - Simplicity 2000 (2000)
- Booty Luv - Boogie 2Nite
- Booty Luv - Don't Mess With My Man
- Booty Luv - Some Kinda Rush
- Dave Armstrong & Redroche feat. H-Boogie - Love Has Gone
- Late Night Alumni - Empty Streets (2005)
- The Mac Project Feat Therese - Another Love
- Miguel Migs - Those Things Deluxe
- Peyton - Peyton (2005)
- Ricki Lee - U Wanna Little Of This
- Stonebridge - Can't Get Enough (2004)
- 45 Dip - The Acid Lounge (2000)

## Nota
1. ↑  Mark Doyle, libreto de Back to Love 03.05. 2005. Compact disc. Hed Kandi Records. HEDK048